# Granát typu 10. roku
Granát typ 10 byl jedním z ručních granátů japonské císařské armády, byl vyráběn od roku 1921 a používán v druhé čínsko-japonské válce a druhé světové válce. Stejně jako ostatní pěchotní zbraně Japonců byl vyřazen po konci války.